# Granito orbicular
El granito orbicular, también conocido como orbiculita, es una, roca ígnea plutónica (formada en profundidad) poco común, usualmente de composición granítica en sentido general. Estas rocas tiene orbículas (capas concéntricas de estructura esferoidal) probablemente formadas por nucleación en torno a un núcleo de crecimiento (grano mineral o xenolito), insertas en una roca granítica formadas en la cámara magmática magma en enfriamiento.
Un rasgo común a los granitos orbiculares es su restricción a pequeños lentes, conductos y facies marginales ricas en agua del magma del cual cristalizaron y su desarrollo requiere la ausencia de núcleos de precipitación en el magma acompañado de un descenso en la temperatura del liquidus del fundido, forzando a que la cristalización ocurra sobre objetos sólidos como las restitas de biotita o cristales de cordierita.
Casi un tercio de los granitos orbiculares conocidos son de Finlandia.

## Cordieritita del Cerro Negro de Soto, Córdoba, Argentina

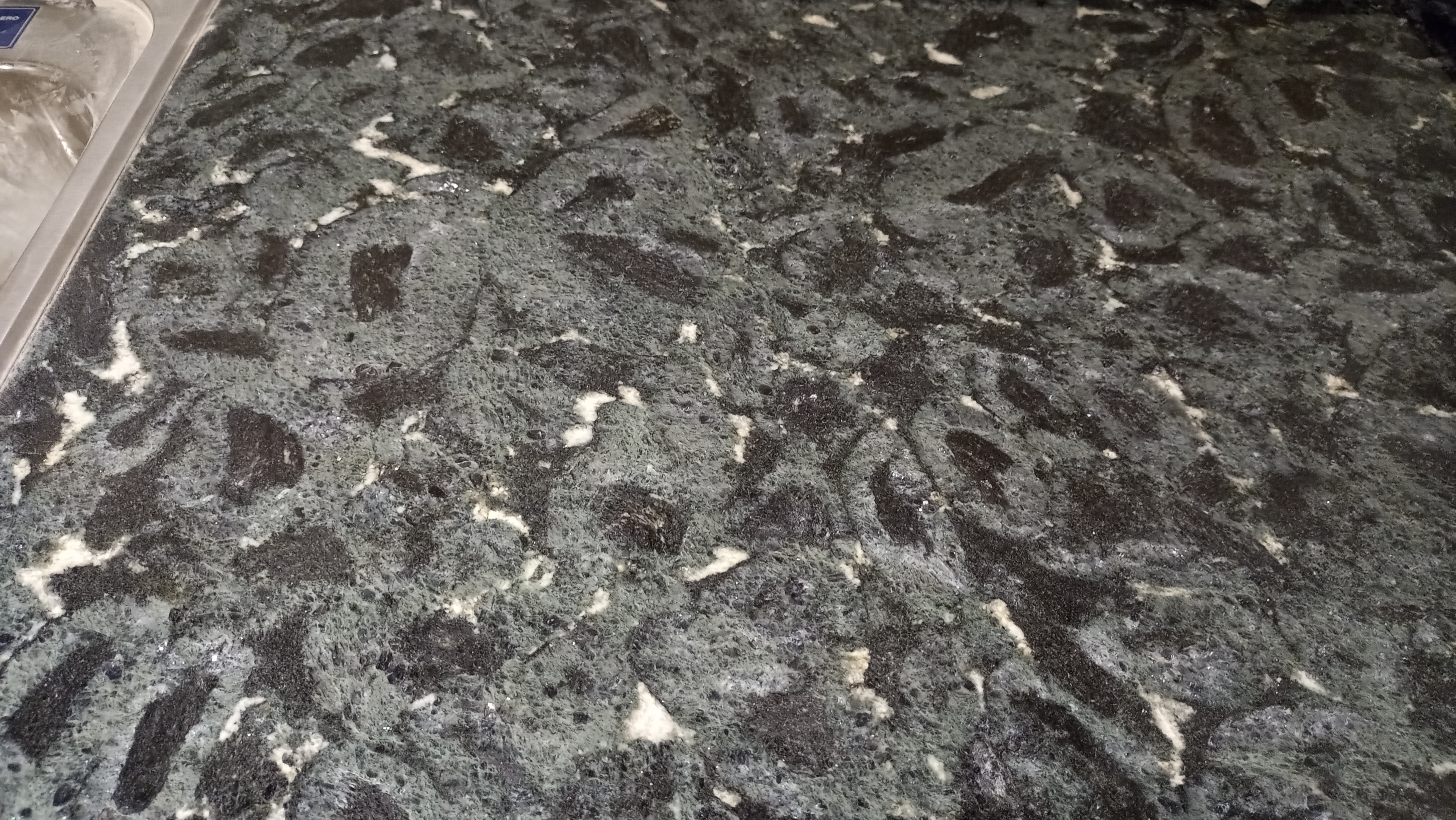
«Granito» orbicular (cordieritita) variedad comercial «Noche Buena». Se trata de una roca de composición extraordinaria en cuanto a su química y mineralogía: compuesta por cordierita y núcleos residuales de biotita entre otros minerales

La denominada cordieritita del Cerro Negro de Soto (Sierras de Córdoba, Argentina), comercialmente denominado «granito negro orbicular», geológicamente corresponde con una restita, o sea el residuo luego de un proceso de fusión parcial de la corteza que dio origen a un granito anatéctico (en ese caso el Granito "El Pilón"). Las orbículas, de variados tamaños, están compuestas del material "refractario" o "restítico" y mineralogicamente se expresan como un residuo rico en cordierita e ilmenita, crecidas sobre un núcleo de sillimanita y biotita. El resultado de la fusión migró como verdadero líquido granítico dando origen al próximo leucogranito de "El Pilón". La fábrica de las orbículas sugiere que las mismas crecieron epitaxialmente siguiendo la nucleación, sea restitas biotiticas parcialmente fundidas o sea sobre grandes cristales idiomórficos de cordierita.

## Santuario de la Naturaleza, Caldera, Chile

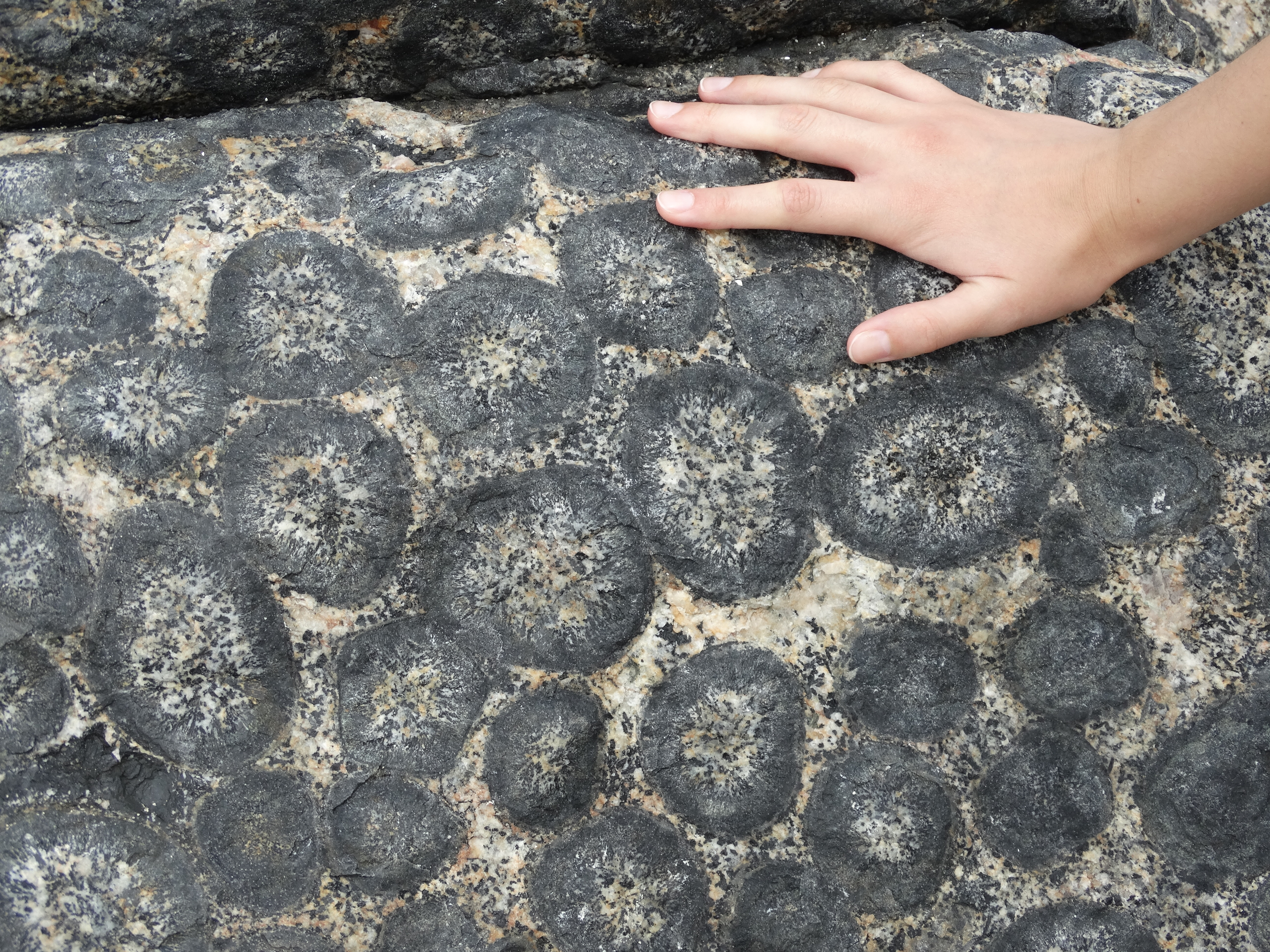
Detalle de orbículas, Caldera, Chile

El Santuario de la Naturaleza, corresponde a un granito orbicular, ubicado en una zona costera de unos 400 m². Se encuentra a 11 km de Caldera, al norte de la extensa playa de Rodillo, en la Región de Atacama.
En la playa se encuentra un afloramiento constituido por rocas de granitos con orbículas elípticas. El cuerpo granítico tiene una textura porfídica de composición granodioritica. Las orbículas son elipsoidales, con un diámetro promedio de 7 cm, y están compuestas de un núcleo diorítico y una envuelta oscura de textura radial, compuesta por cantidades similares de plagioclasa y anfíbol, con menores cantidades de clinopiroxeno, biotita y magnetita.

## Lugares con granitos orbiculares
En América
- Santuario de la Naturaleza Granito Orbicular, Caldera, Chile[5]
- Cerro Negro (Villa de Soto), Sierras de Córdoba, República Argentina
- San Juan La Laguna, Guatemala

En la Antártida
- Cape Geology en Granite Harbour, Estrecho de McMurdo, Antártida
- Taylor Valley, Antártida

En Europa
- Kuru, Finlandia
- Savitaipale, Finlandia
- Slättemossa, Hultsfred, Suecia

En Oceanía;
- Mount Magnet, Australia Occidental
- Terreno Youanmi, Australia
- Karamea, Nueva Zelanda[6]